# Papyrus d'Amiens
Le papyrus d'Amiens est un papyrus égyptien datant du XIIe siècle av. J. C. Il est conservé au Musée de Picardie à Amiens.

## Historique
Le papyrus d'Amiens a été donné au Musée de Picardie, en 1882, par Albert Renouard. Cette pièce exceptionnelle, date du XIIe siècle avant notre ère ; il s'agit d'un document ayant trait à la collecte d’impôts de la XXe dynastie, sous le règne du pharaon Ramsès III. 
Le papyrus, matière rare et chère, était réservé aux actes administratifs importants, à la littérature ou aux livres religieux dès le Moyen Empire.

## Caractéristiques
Le papyrus d'Amiens, dans son état actuel, mesure 2,50 m de long. Il s'agit en fait d'une moitié de papyrus, l’autre moitié se trouve au British Museum de Londres. Ce papyrus est un extrait de la comptabilité d'un domaine agricole dépendant du sanctuaire de Karnak.
C'est l'un des plus importants documents administratifs connus de la XXe dynastie qui a été entièrement rédigé par le même scribe. Il renseigne sur la comptabilité d'un collectage de grains — impôt en nature — dans des domaines agricoles dépendant du grand temple de Karnak, appartenant au clergé d'Amon. Les grains, provenant de différents lieux, étaient chargés sur vingt et une « péniche qui pouvaient transporter jusqu'à quarante tonnes ».
L'écriture est de style cursif, dite « hiératique », dérivée des hiéroglyphes, qui se caractérise par une schématisation des signes. Ce style d'écriture était utilisé dans les textes administratifs, dans les textes littéraires, dans les livres des morts. Elle se lit de droite à gauche et de haut en bas.